# Borek Kapitančik
Borek Kapitančik (* 13. července 1966 Brno), vlastním jménem Boris Kapitančik, je český rozhlasový moderátor, voiceover, interpret, vydavatel a autor publikací z oboru pop music.

## Život
Borek Kapitančik se narodil 13. července 1966 v Brně. Navštěvoval základní školu na ulici Rybníček v Králově Poli. V roce 1976 se rodiče přestěhovali do Žabovřesk, kde na místní škole dokončil školní docházku. Maturitu získal na elektrotechnické průmyslovce v Brně, kterou navštěvoval mezi lety 1980 a 1984. Po skončení základní vojenské služby nastoupil jako projektant ve Stavoprojektu. Dálkově studoval obor silnoproud na Fakultě elektrotechnické Vysokého učení technického v Brně. Krátce vykonával zaměstnání energetika ve Zbrojovce Brno.

### Profesní život
Od konce 80. let ve svém volném čase působil jako diskžokej v Biskupské vinárně, Modré hvězdě a Impulsu. Jako moderátor začínal v brněnském Rádiu Brno 95,7, kde poprvé promluvil do éteru 4. listopadu 1991 a moderoval pořad Rádioráno. Jako rozhlasový technik připravoval nový projekt Rádio Boby, který se nakonec neuskutečnil. V letech 1995–2017 moderoval v rádiu Hády (později Hády plus a Kiss Hády). Moderoval pořady Kissparáda, Písničky z lásky a Dopolední týpci. Od roku 2017 pracuje v Českém rozhlase Brno, kde moderuje pořad Vesele i vážně o víkendu a Noční linku. Také moderuje sportovní, společenské, propagační a prezentační akce. Načítá audioknihy pro Tyflocentrum, společnost pro nevidomé a slabozraké. Namlouvá knihy královopolského nevidomého spisovatele Jiřího Maršálka.

### Osobní život
Žije v Brně. V roce 1991 se oženil s modelkou Denisou Dlouhou, která poté už pod jménem Denisa Kapitančiková pracovala jako reportérka a moderátorka TV Nova a následně tisková mluvčí Městské policie Brno, Jihomoravského kraje a městské části Brno-střed. Mají dva syny.

## Dílo
- Pop Story, kalendárium pop music 1950–2003, Brno: Computer Press, 2003, 210 stran ISBN 80-7226-960-7